# Geologia delle Madonie

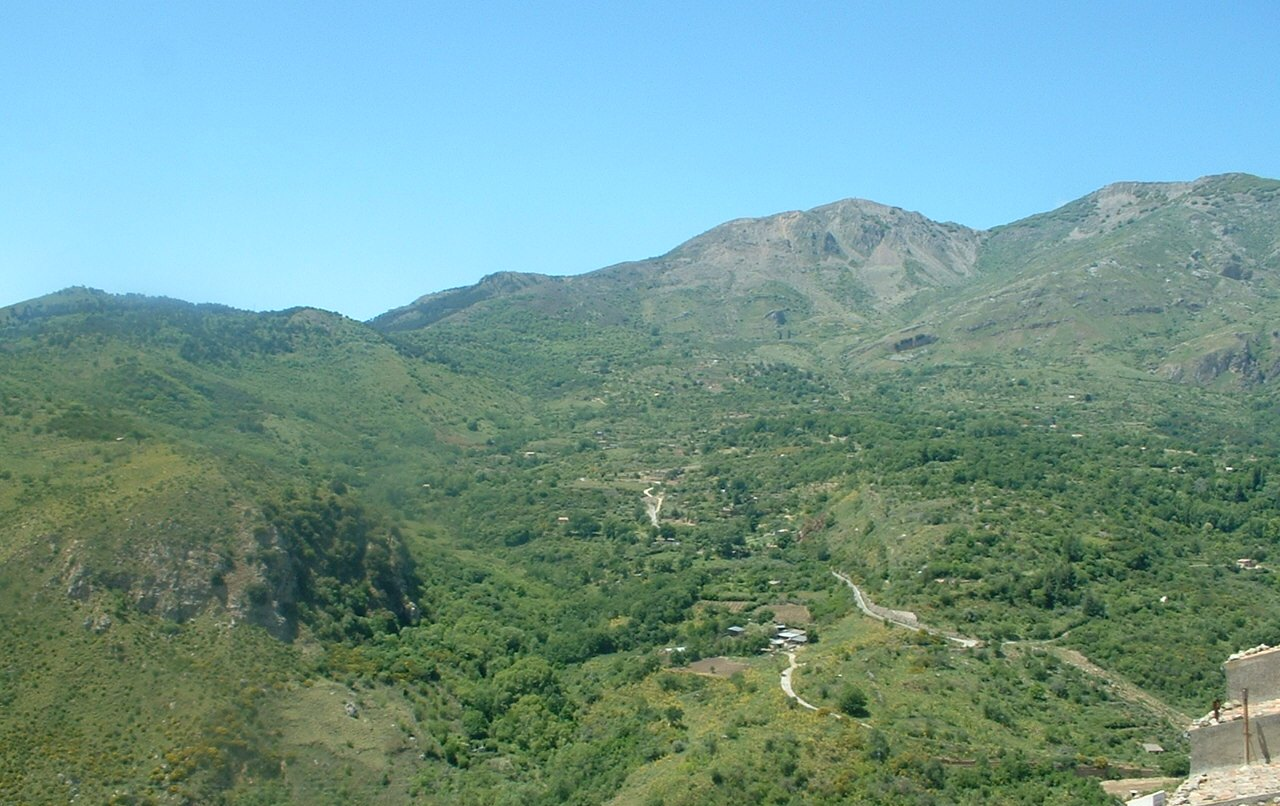
Il versante meridionale delle Madonie visto da Petralia Sottana.

Le Madonie, dal punto di vista geologico rappresentano un segmento della Catena siciliana strutturalmente costituita dall'impilamento di una successione di unità tettoniche, messe in posto dopo il Miocene inferiore, derivanti dalla deformazione di originari domini paleogeografici individuati durante le fasi di distensione mesozoiche.
Le caratteristiche geologiche, stratigrafiche e strutturali sono quelle presenti sia nell'estremo settore occidentale (Monti di Palermo e di Trapani) che in quello orientale e meridionale (Nebrodi e Fossa di Caltanissetta).

## Stratigrafia
Le successioni litostratigrafiche presenti sono:
1. Successioni mesozoico-terziarie con caratteristiche di bacino, riferibili alle Unità Sicilidi(Dominio Sicilide);
2. Successioni mesozoico-terziarie con caratteristiche di piattaforma carbonatica, del suo margine e di scarpata (Dominio Panormide);
3. Successioni mesozoico-terziarie con caratteristiche di bacino (Dominio Imerese, Dominio Imerese Numidico);
4. Successioni paleozoico-mesozoiche clastico-terrigene con caratteristiche di bacino (Bacino di Lercara).
Questi domini a partire dall'inizio del Miocene, vengono via via deformati verso l'esterno (dal Nord verso il Sud attuale) dando origine a delle unità tettoniche che impilandosi le une sulle altre, hanno dato origine all'edificio strutturale Madonita.
Su queste unità deformate, vanno a deporsi generalmente discordanti:
5. Successioni terrigeno-carbonatiche, evaporitiche e carbonatiche del ciclo Tortoniano-Pliocene;
6. Successioni clastico-terrigeno-carbonatiche del ciclo Pliocene superiore - Quaternario.

## Evoluzione dell'area
La storia paleogeografica delle Madonie, inquadrata nel contesto della Sicilia centro settentrionale, comincia nel Trias inf.-medio ed è legata alla più generale evoluzione del margine continentale periadriatico cui appartiene..
Le tappe fondamentali dell'evoluzione cui è andata incontro l'area sono state così individuate:
- Trias inf.-medio.

Durante questo periodo inizia lo stadio di separazione continentale e si individua un bacino intracratonico a sedimentazione prevalentemente terrigena (Bacino di Lercara)) impostato nel settore meridionale della Tetide (antico mare che separava l'Africa dall'Eurasia e si estendeva attraverso le Alpi, l'Asia Minore e l'Himalaya fino all'Indonesia)
Il Bacino di Lercara è caratterizzato da una sedimentazione clastico terrigena con intercalazioni di vulcaniti alcalibasaltiche, a volte basalti a pillows, da depositi calciruditici e dalla presenza di blocchi neritici risedimentati (megabrecce).
- Trias superiore - Lias

Durante questo periodo, il Bacino di Lercara, evolve a due unità paleogeografiche distinte: Bacino Imerese a Nord e Bacino Sicano a Sud, separati da un alto morfostrutturale sul quale si imposta una sedimentazione neritica (eq. Piattaforma Carbonatica Trapanese). 
A Nord del bacino imerese e a Sud del bacino sicano, si impostano rispettivamente la Piattaforma Carbonatica Panormide e la Piattaforma Carbonatica Saccense.
La Piattaforma Carbonatica Panormide, in questo periodo, è caratterizzata da ambienti di scogliera passanti verso Ovest e Nordovest ad ambienti più interni di laguna e di piana tidale. Il Bacino Imerese invece è caratterizzato da una sedimentazione pelagica (dolomie e calcari dolomitici a liste e noduli di selce con halobie e daonelle).
Nelle zone di margine della Piattaforma Carbonatica Panormide, e nelle zone di raccordo tra la piattaforma e il Bacino Imerese si hanno grossi accumuli di brecce, megabrecce e dolomie (Pizzo Dipilo e Monte Quacella), e nelle parti più distali le doloruditi e doloareniti della Fm. Fanusi.
- Giurassico – cretaceo

All'inizio di questo intervallo, in concomitanza con l'apertura della Tetide, si ha l'allargamento del Bacino Imerese a spese della Piattaforma Carbonatica Panormide che viene dissezionata da faglie sinsedimentarie. Il dominio panormide subisce un lungo periodo di emersione seguito da un approfondimento con instaurazione di condizioni pelagiche per passare successivamente al ripristino di condizioni di piattaforma carbonatica fino al Giura superiore-Cretaceo inferiore.
- Cretaceo superiore - Oligocene

Durante questo periodo la Piattaforma Carbonatica Panormide viene ulteriormente dissezionata in blocchi che annegano rapidamente e la sedimentazione neritica viene sostituita da sedimentazione pelagica ("Scaglia" prima, e marne della Fm. Gratteri poi).
I domini paleogeografici perdono via via la loro individualità. La topografia sottomarina fino a questo momento molto articolata, si appiattisce, si ha un dominio prevalentemente di mare aperto, la sedimentazione è di tipo pelagico "Scaglia auct." in tutti e tre i domini disturbata solo da improvvisi apporti di materiale carbonatico, (megabrecce) provenienti dallo smantellamento delle piattaforme carbonatiche poste a Nord e a Sud (Piattaforma Panormide e Piattaforma Saccense). Si hanno ancora grandi produzioni di megabrecce nel Bacino Imerese e nel Bacino Interno o Sicilide.
- Oligocene superiore - Miocene inferiore

A partire dall'Oligocene superiore, in seguito allo stadio di collisione continentale, i domini paleogeografici più interni (sicilide, panormide ed il margine interno del Bacino Imerese), cominciano a deformarsi ed un grande bacino caratterizzato da sedimentazione terrigena (Bacino Numidico), si instaura sulle aree in via di deformazione a Nord e su quelle non ancora deformate a Sud.
- Miocene inferiore - Langhiano

La sedimentazione del bacino numidico è caratterizzata dalla regressività delle successioni che terminano tutte con depositi pelitici e dal diacronismo delle facies; mentre nel bacino sicano i depositi neritici evolvono via via a sedimenti di mare più profondo. In questo stesso modo il dominio trapanese, affiorante in un'area ubicata a sud delle Madonie, che fino al Miocene inferiore era rappresentato da una ruga a sedimentazione ridotta, perde via via il significato di alto strutturale.
Nel Langhiano le aree più settentrionali vengono raggiunte dalla tettogenesi, si individuano le unità tettoniche e si realizzano gli accavallamenti dei terreni della Piattaforma Carbonatica Panormide (Unità Pizzo Dipilo - Monte Mufara), sui terreni più settentrionali del Bacino Imerese i quali (Monte dei Cervi e le Unità Numidiche), a loro volta, si scagliano sui termini più meridionali. Il raddoppio delle successioni imeresi è stato riscontrato anche nel pozzo Agip 
Valledolmo 1 e nel pozzo Colla 1. Su queste unità deformate si vanno a deporre in discordanza i depositi pelagici ed emipelagici fino al Langhiano superiore. Inoltre, durante questo periodo, le unità sicilidi si sovrappongono alle unità anzidette.
- Serravalliano — Tortoniano

Le coltri subiscono un'ulteriore traslazione verso Sud e si ha il raddoppio delle unità Numidiche.
Il dominio trapanese viene deformato insieme alla porzione settentrionale del Bacino Sicano ed entrambi traslati verso Sud si sovrappongono ai terreni serravalliani del Bacino Sicano. Porzioni delle unità numidiche insieme al substrato imerese, si accavallano ai sedimenti triassici dell'unità Cerda - Roccapalumba; Le Unità Sicilidi subiscono un'ulteriore traslazione verso le aree più esterne. Questa importante fase diastrofica segna, tra l'altro, nell'area studiata la fine del bacino numidico (PESCATORE et al. 1987).
- Tortoniano superiore - Messiniano

Si realizza il parziale sollevamento delle zone più interne della catena e si individua un'avanfossa nelle aree più meridionali. Si ha la deposizione delle molasse della Fm. Terravecchia che vanno a ricoprire le unità già deformate. Questa sedimentazione avveniva a Sud sul fronte delle coltri in bacini di mare aperto, a settentrione in bacini caratterizzati da depositi terrigeni di ambiente deltizio, alla base, che evolvono a depositi neritici e quindi evaporitici. Durante questo periodo e fino alla fine del Messiniano, si ha un progressivo abbassamento del livello del mare, la formazione di complessi di scogliera, sui bordi dei bacini, che scompaiono con l'avvento della crisi di salinità e la deposizione delle evaporiti. 
- Pliocene inferiore

Si instaurano condizioni marine normali testimoniate dalla sedimentazione dei Trubi.
- Pliocene superiore - Pleistocene

Si accentua la tendenza al sollevamento, iniziata nel Miocene superiore. La parte più settentrionale della catena subisce un generalizzato sollevamento e uno smembramento in blocchi lungo linee tettoniche ad andamento nordovest - sudest e nordest - sudovest, che determinano sollevamenti differenziati da luogo a luogo.
Alla fine del Pleistocene si realizza la completa emersione in concomitanza con i sollevamenti regionali che coinvolgono anche ampi settori di avanfossa e avampaese. I terrazzi quaternari, distribuiti a varie quote, lungo la fascia settentrionale costiera, testimoniano le oscillazioni eustatiche e i movimenti a prevalente componente verticale.

## Lineamenti geomorfologici
L'assetto geomorfologico è estremamente vario ed è il risultato del modellamento operato dai differenti processi morfogenetici sulle diverse litologie affioranti e dell'interazione di tali processi con le vicissitudini tettoniche e neotettoniche subite dall'area, nonché con le variazioni climatiche susseguitesi in epoca quaternaria, che hanno determinato l'alternarsi di sistemi morfoclimatici con caratteristiche mutevoli. Ne è conseguita la sovrapposizione di forme risultanti da processi differenti, i più recenti dei quali tendono, nella maggior parte delle aree, ad obliterare le morfologie preesistenti.
Altrove, ove l'intensità dei processi attuali risulta più attenuata, questi tendono a modellare le forme preesistenti dando luogo a una coesistenza di morfologie derivate da diversi processi morfodinamici, la cui differenziazione non è sempre di facile attuazione.
Le morfologie carsiche originano uno dei paesaggi più caratteristici delle alte Madonie ed assumono notevole interesse per le implicazioni che rivestono sotto il profilo geomorfologico,
idrogeologico, pedologico ed archeologico.
I processi carsici si sviluppano nei calcari appartenenti alla successione carbonatica "panormide".
Questi processi si sono innescati nel Quaternario, seguito dell'erosione delle coperture terrigene, e si sono sviluppati sui terreni carbonatici denudati per la concomitanza di alcuni fattori quali l'intensa fratturazione delle rocce, la presenza di un vasto altopiano sommitale e le caratteristiche orografiche dell'area che, determinando la persistenza del manto nevoso alle quote più elevate, hanno consentito una corrosione prolungata, soprattutto durante i periodi più freddi.
Le aree carsiche delle Madonie sono estremamente importanti oltre che per gli aspetti specificatamente geomorfologici, anche per le implicazioni di carattere idrogeologico; esse, infatti, costituiscono l'area di ricarica degli acquiferi che alimentano diverse sorgenti tra le quali la sorgente di Presidiano di Cefalù. L'elevata permeabilità per fessurazione e carsismo, tuttavia, conferisce un'estrema vulnerabilità agli acquiferi nei confronti degli agenti inquinanti.